# Eurystauridia pinto
Eurystauridia pinto är en fjärilsart som beskrevs av Sergius G. Kiriakoff 1962. Eurystauridia pinto ingår i släktet Eurystauridia och familjen tandspinnare. Inga underarter finns listade i Catalogue of Life.